# Anwendungsprogrammierer
Anwendungsprogrammierer sind Programmierer, die sogenannte Anwendungsprogramme entwickeln. Dies geschieht zumeist im kommerziellen Rahmen.
Je nach Typus des Unternehmens haben Anwendungsprogrammierer unterschiedliche Aufgaben:
- Ist das Unternehmen ein Unternehmen, das gekaufte Software (z. B. von einem Softwarehersteller) einsetzt, hat der Anwendungsprogrammierer die Aufgabe, die gekaufte Software so zu erweitern bzw. zu verändern (Customizing), dass die Funktion der Software im Unternehmen eingesetzt werden kann.
- Ist das Unternehmen ein Softwarehersteller, das Anwendungsprogramme verkauft, hat der Anwendungsprogrammierer die Aufgabe, die Anwendungsprogramme zu entwickeln.

Im ersten Fall werden Anwendungsprogrammierer manchmal auch Organisationsprogrammierer genannt.
Sowohl die Bezeichnung Anwendungsprogrammierer als auch die Bezeichnung Organisationsprogrammierer gelten inzwischen als veraltet. Die Bezeichnungen stammen noch aus der Zeit der sogenannten Großrechner.